# Josias de Souza
Josias de Souza (São Paulo, 11 de dezembro de 1961) é um jornalista brasileiro. Trabalhou por 25 anos na Folha de S.Paulo (repórter, diretor da Sucursal de Brasília, Secretário de Redação e articulista). É coautor do livro A História Real (Editora Ática, 1994), que revela bastidores da elaboração do Plano Real e da primeira eleição de Fernando Henrique Cardoso à Presidência da República. Em 2001, ganhou o Prêmio Esso de Jornalismo (Regional Sudeste) com a série de reportagens batizada de Os Papéis Secretos do Exército.
Atualmente, Josias é comentarista de política do UOL e do Jornal da Gazeta.

## Biografia

### Trajetória como jornalista

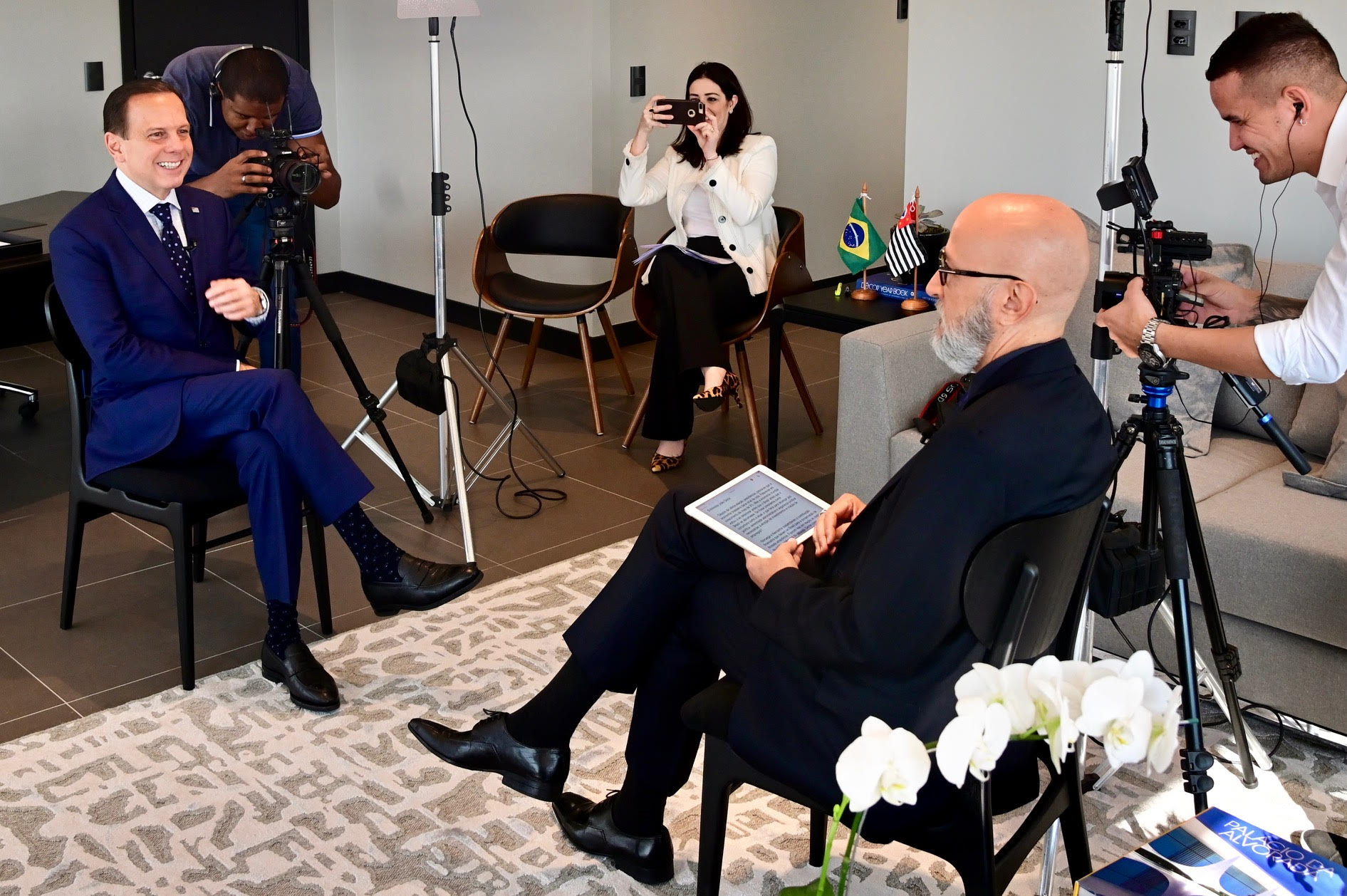
Josias de Souza entrevistando o então governador de São Paulo João Doria em 2019.

Após formar-se em jornalismo pelo Centro de Ensino Unificado de Brasília (CEUB), Josias de Souza ingressou no jornal Correio Braziliense. Em março de 1984 passou a assinar suas primeiras matérias, nas páginas de esportes e política. Após Otávio Frias Filho assumir a redação do jornal Folha de S.Paulo, foi promovida uma reformulação que culminou com a reestruturação do escritório sucursal de Brasília. Em meio a esse processo, Josias de Souza foi contratado em 1985 pela Folha como repórter em Brasília, da seção política. Ao mesmo tempo, manteve-se como repórter no Correio. Um ano depois, desligou-se do Correio e era o diretor do escritório sucursal brasiliense da Folha, exercendo essa função por dez anos até ser promovido a secretário de redação na sede do jornal em São Paulo.

#### Na internet
Era colunista do Folha até 2005, e desde 9 de outubro do mesmo ano passou a manter um blog hospedado pelo UOL a respeito dos bastidores da política.

### Como escritor
Publicou em 1994 o livro A História Real - Trama de uma sucessão (Editora Ática), em co-autoria com Gilberto Dimenstein. O trabalho versa sobre os bastidores da primeira eleição de Fernando Henrique Cardoso à presidência da República.

### Distinções
Em 2001, foi o vencedor do prêmio ExxonMobil (Regional Sudeste) com a série de reportagens Os Papéis Secretos do Exército.